# 배경진 (1885년)
배경진(裵敬鎭, 1885년 8월 22일 ~ 1934년 2월 3일)은 대한민국의 독립운동가이다. 본관은 성주(星州)이고 아명(兒名)은 배명진(裵明珍)이며 호(號)는 중표(衆彪)이고 1888년 배경진(裵敬鎭)이다.

## 생애

### 대한 독립 운동 자금과 황해도 신천 지방 민초 육성 자금 모금
황해도 해주에서 출생한 그는 황해도 신천에서 성장하였으며, 한때 대한제국 하위 관료 직을 잠시 지내기도 했고 항일 의병장 안중근(安重根) 선생의 사촌 아우였던 독립운동가 안명근(安明根)과 사형제(師兄弟) 동맹 관계를 맺어 안명근을 사형(師兄)으로 섬기고 황해도 신천에서 금전대부업을 하면서, 1910년 11월 30일 황해도 신천군 읍내면에서 안명근(安明根)·이승길(李承吉) 등과 함께 황해도 신천에서 주점과 도박장 등을 운영하던 악덕 부호 이원식(李源植) 등에게 군자금 1만원 제공 관련 요구하는 등 군자금 모집 활동을 전개하다가 일경에게 체포되었다. 이로 인하여 배경진은 1911년 7월 22일을 기하여 경성지방재판소에서 소위 강도 협박 공모 미수죄로 징역 15년을 선고받아 이에 불복하고 공소 제기하였으나, 1911년 9월 4일 경성공소원 형사부에서 기각되어, 다시 경성고등법원에 상고하였으나, 이 또한 1910년 10월 20일을 기하여 기각되이 되면서 6년간을 복역하고 1916년 7월 만기출감하였다. 이 직후 배경진은 중화민국 만저우 지방 지린성 지린에 망명하였고 1922년에 중화민국 장쑤성 상하이 입성을 한 배경진은 대한민국 임시정부에 대한독립군 자금을 제공하기도 하였으며 1923년에서 1930년까지 한국독립당 경리특보위원을 역임하였고 1930년에서 이듬해 1931년까지 한국독립당 내무행정특보위원을 역임하였다.
그는 1934년 2월 3일 병사하면서 지난날 경성 서대문형무소 출감 시절 받은 금액 480원을 황해도 신천경신고등보통학교 100원, 황해도 신천유치원에 100원, 황해도 신천야학교에 100원, 황해도 신천공립보통학교에 100원, 황해도 신천행악회에 80원을 기부하라는 유언을 남겼다.

## 사후
대한민국 정부는 고인의 공훈을 기리고자 2008년 대한민국 건국훈장 애국장을 추서하였다.